# Kelly Holmes
Kelly Holmes (Pembury, Kent, 19. travnja 1970.) je umirovljena britanska srednjeprugašica, dvostruka osvajačica zlatne olimpijske medalje.
Vrhunac karijere je Kelly Holmes ostvarila na Olimpijskim igrama u Ateni 2004. godine kada je pobijedila u dvije elitne discipline: 800 m i 1500 m. Time je ukupan broj osvojenih olimpijskih medalja povećala na tri, uz broncu s 800 m od četiri godine ranije. Osim tih uspjeha, ima i medalje sa svjetskih i europskih prvenstava, ali samo srebrne i brončane. Nažalost, cijelu su je karijeru mučile ozljede, te često nije mogla postići optimalne rezultate.

### Zanimljivosti
U periodu 2001. – 2003. Holmes je dogovorila suradnju sa svojom velikom suparnicom ali i prijateljicom Marijom Mutolom, te se čak preselila u Mozambik gdje su njih dvije odrađivale zajedničke treninge. U profesionalnom sportu to je jedan od rijetkih primjera takve suradnje i prijateljstva dvije velike suparnice i direktne konkurentice.